# Mason (Virgínia de l'Oest)
Mason és una població dels Estats Units a l'estat de Virgínia de l'Oest. Segons el cens del 2000 tenia 1.070 habitants.

## Demografia
Segons el cens del 2000, Mason tenia 1.064 habitants, 475 habitatges, i 317 famílies. La densitat de població era de 733,6 habitants per km².
Dels 475 habitatges en un 26,5% hi vivien nens de menys de 18 anys, en un 49,3% hi vivien parelles casades, en un 13,9% dones solteres, i en un 33,1% no eren unitats familiars. En el 29,9% dels habitatges hi vivien persones soles el 15,2% de les quals corresponia a persones de 65 anys o més que vivien soles. El nombre mitjà de persones vivint en cada habitatge era de 2,24 i el nombre mitjà de persones que vivien en cada família era de 2,75.
Per edats la població es repartia de la següent manera: un 20,9% tenia menys de 18 anys, un 9,6% entre 18 i 24, un 24,1% entre 25 i 44, un 24,9% de 45 a 60 i un 20,6% 65 anys o més.
L'edat mediana era de 41 anys. Per cada 100 dones de 18 o més anys hi havia 88,4 homes.
La renda mediana per habitatge era de 24.621 $ i la renda mediana per família de 30.833 $. Els homes tenien una renda mediana de 31.389 $ mentre que les dones 17.500 $. La renda per capita de la població era de 14.020 $. Entorn del 15,6% de les famílies i el 19,8% de la població estaven per davall del llindar de pobresa.

## Poblacions més properes
El següent diagrama mostra les poblacions més properes.